# Saint-Privat-des-Prés
Pour les articles homonymes, voir Saint-Privat.
Saint-Privat-des-Prés, précédemment Saint-Privat, est une ancienne commune française située dans le département de la Dordogne, en région Nouvelle-Aquitaine.
Au 1er janvier 2017, elle fusionne avec Festalemps et Saint-Antoine-Cumond pour former la commune nouvelle de Saint Privat en Périgord.

## Géographie

### Généralités
Dans le quart nord-ouest du département de la Dordogne, la commune déléguée de Saint-Privat-des-Prés forme la partie sud-ouest de la commune nouvelle de Saint Privat en Périgord. Elle est bordée au sud par la Rizonne et à l'est par son affluent, le Pontet.

### Communes limitrophes

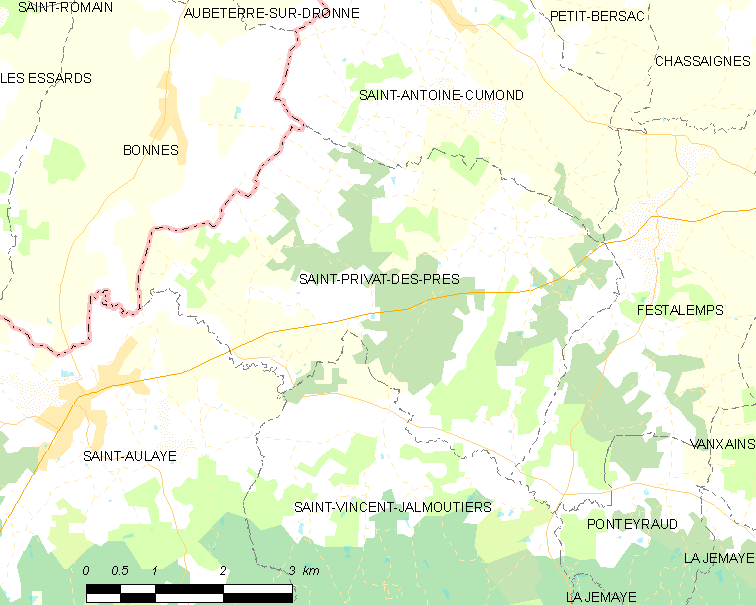
Carte de Saint-Privat-des-Prés en 2015, avant la création des communes nouvelles de Saint Aulaye-Puymangou et de Saint Privat en Périgord.

En 2016, année précédant la création de la commune nouvelle de Saint Privat en Périgord, Saint-Privat-des-Prés était limitrophe de cinq autres communes, dont une dans le département de la Charente.
|                        | Saint-Antoine-Cumond      |            |
| Bonnes (Charente)      | Saint-Privat-des-Prés     | Festalemps |
| Saint Aulaye-Puymangou | Saint-Vincent-Jalmoutiers |            |

## Urbanisme

### Villages, hameaux et lieux-dits
Outre le bourg de Saint-Privat-des-Prés proprement dit, le territoire se compose d'autres villages ou hameaux, ainsi que de lieux-dits :
- Bacouillas
- le Barrail de Mitou
- Bel-Air
- les Bergères
- Bois de Redeul
- les Bouyges
- le Caillou
- le Camp Barré
- chez Cendraux
- chez Champagne
- Chareyrie
- Château de Lamothe
- les Chaudières
- Cité de la Tuilière
- la Contie
- la Divise
- les Farges
- la Font du Vivier
- Font Bois
- Fontbois
- les Fouilloux
- Fromentaux
- la Garénie
- le Grand Vivier
- la Grande Baisse
- les Grands Prés
- la Graveyrie
- la Jaunie
- les Landes
- Lembaudie
- Leymarie
- Maison Neuve
- Maleville
- les Maleyssies
- la Marteille
- la Meynardie
- Montpellier
- la Moretie
- les Nauves
- les Nauves[Note 1]
- les Neuf Pieds
- les Ormes
- chez Parriche
- chez Parrouty
- le Pont de la Rizonne
- au Pontet
- la Poponie
- la Poste
- le Pré Baragoin
- Puy Léger
- Ramouly
- la Renaudie
- le Repaire
- chez Reynaud
- Saint-Sac
- Soubise
- le Tauzy
- le Terme Rouge
- la Tuilière
- le Tuquet de Mars
- chez Valeyreux
- la Vallée
- le Verdier
- les Vergnes
- les Vignes d'Autar.

## Toponymie
En occitan, la commune porte le nom de Sent Privat daus Prats.

## Histoire
Le village est inscrit aux monuments historiques depuis 1975.
En 1993, la commune de Saint-Privat a été renommée en Saint-Privat-des-Prés.
Au 1er janvier 2017, Saint-Privat-des-Prés fusionne avec Festalemps et Saint-Antoine-Cumond pour former la commune nouvelle de Saint Privat en Périgord dont la création a été entérinée par l'arrêté du 26 septembre 2016, entraînant la transformation des trois anciennes communes en « communes déléguées ».

## Politique et administration

### Administration municipale
La population de la commune étant comprise entre 500 et 1 499 habitants au recensement de 2011, quinze conseillers municipaux ont été élus en 2014,. Ceux-ci sont membres d'office du  conseil municipal de la commune nouvelle de Saint Privat en Périgord, jusqu'au renouvellement des conseils municipaux français de 2020.

### Liste des maires

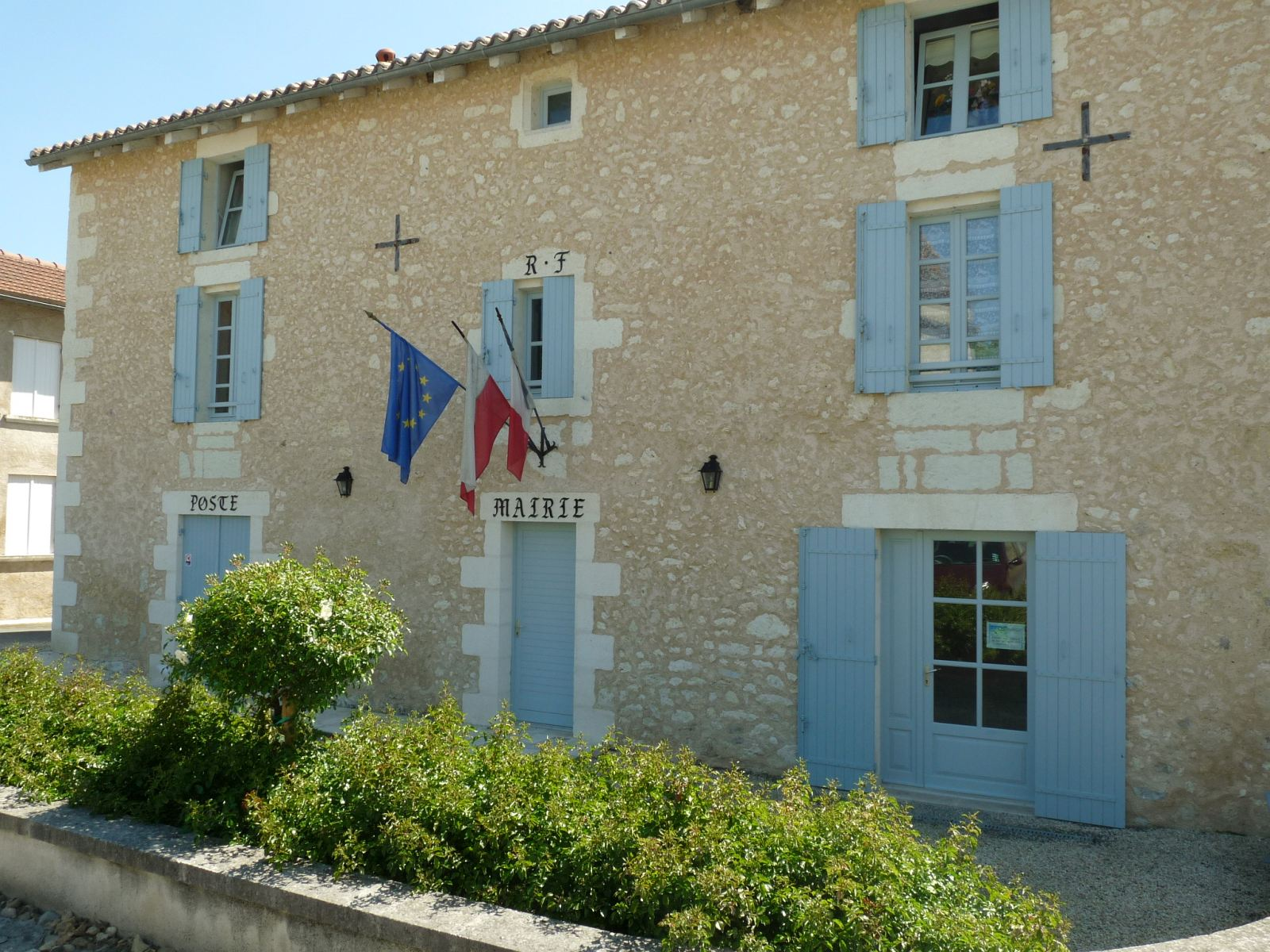
La mairie.

| Période                                  | Période       | Identité              | Étiquette | Qualité                                    |
| ---------------------------------------- | ------------- | --------------------- | --------- | ------------------------------------------ |
| Les données manquantes sont à compléter. |               |                       |           |                                            |
|                                          |               |                       |           |                                            |
| octobre 1997                             | décembre 2016 | Pascale Roussie-Nadal | SE        | Fonctionnaire de collectivité territoriale |

## Population et société

### Démographie
Les habitants de Saint-Privat-des-Prés se nomment les Saint-Privatois.
En 2016, dernière année en tant que commune indépendante, Saint-Privat-des-Prés comptait 530 habitants. À partir du XXIe siècle, les recensements des communes de moins de 10 000 habitants ont lieu tous les cinq ans (2005, 2010, 2015 pour Saint-Privat-des-Prés). Depuis 2006, les autres dates correspondent à des estimations légales.
Au 1er janvier 2019, la commune déléguée de Saint-Privat-des-Prés compte 524 habitants.
| 1793  | 1800  | 1806  | 1821  | 1831  | 1836  | 1841  | 1846  | 1851  |
| ----- | ----- | ----- | ----- | ----- | ----- | ----- | ----- | ----- |
| 1 430 | 1 666 | 1 430 | 1 432 | 1 509 | 1 164 | 1 183 | 1 217 | 1 309 |

| 1856  | 1861  | 1866  | 1872  | 1876 | 1881 | 1886 | 1891 | 1896 |
| ----- | ----- | ----- | ----- | ---- | ---- | ---- | ---- | ---- |
| 1 317 | 1 240 | 1 190 | 1 093 | 996  | 978  | 980  | 911  | 835  |

| 1901 | 1906 | 1911 | 1921 | 1926 | 1931 | 1936 | 1946 | 1954 |
| ---- | ---- | ---- | ---- | ---- | ---- | ---- | ---- | ---- |
| 802  | 761  | 742  | 693  | 643  | 750  | 800  | 799  | 814  |

| 1962 | 1968 | 1975 | 1982 | 1990 | 1999 | 2005 | 2006 | 2010 |
| ---- | ---- | ---- | ---- | ---- | ---- | ---- | ---- | ---- |
| 696  | 671  | 687  | 702  | 658  | 619  | 552  | 557  | 579  |

| 2015 | 2016 | - | - | - | - | - | - | - |
| ---- | ---- | - | - | - | - | - | - | - |
| 531  | 530  | - | - | - | - | - | - | - |

### Santé
- Centre hospitalier de la Meynardie

## Économie
Les données économiques de Saint-Privat-des-Prés sont incluses dans celles de la commune nouvelle de Saint Privat en Périgord.

## Culture locale et patrimoine

### Lieux et monuments

#### Patrimoine civil
- Le château de la Mothe date du XIIIe siècle puis a été remanié, en particulier au XVIIe siècle[14].
- Le château-logis de Saint-Privat-des-Prés, belle demeure construite aux XVIIIe et XIXe siècles au cœur du village de Saint-Privat-des-Prés. Elle possède un parc historique paysagé remarquable[15].
- Maison forte appelée « Prieuré de Saint-Privat ». Située au centre du bourg derrière la mairie, elle date du XIIIe siècle et possède une tour-pigeonnier assez haute. Le vrai prieuré jouxtait l'église[16].
- Château de la Meynardie, attesté au début du XVIIe siècle[17], centre hospitalier situé un kilomètre et demi à l'est du bourg de Saint-Vincent-Jalmoutiers.
- Le « musée de la vie du village » est situé sur la place près de la mairie.

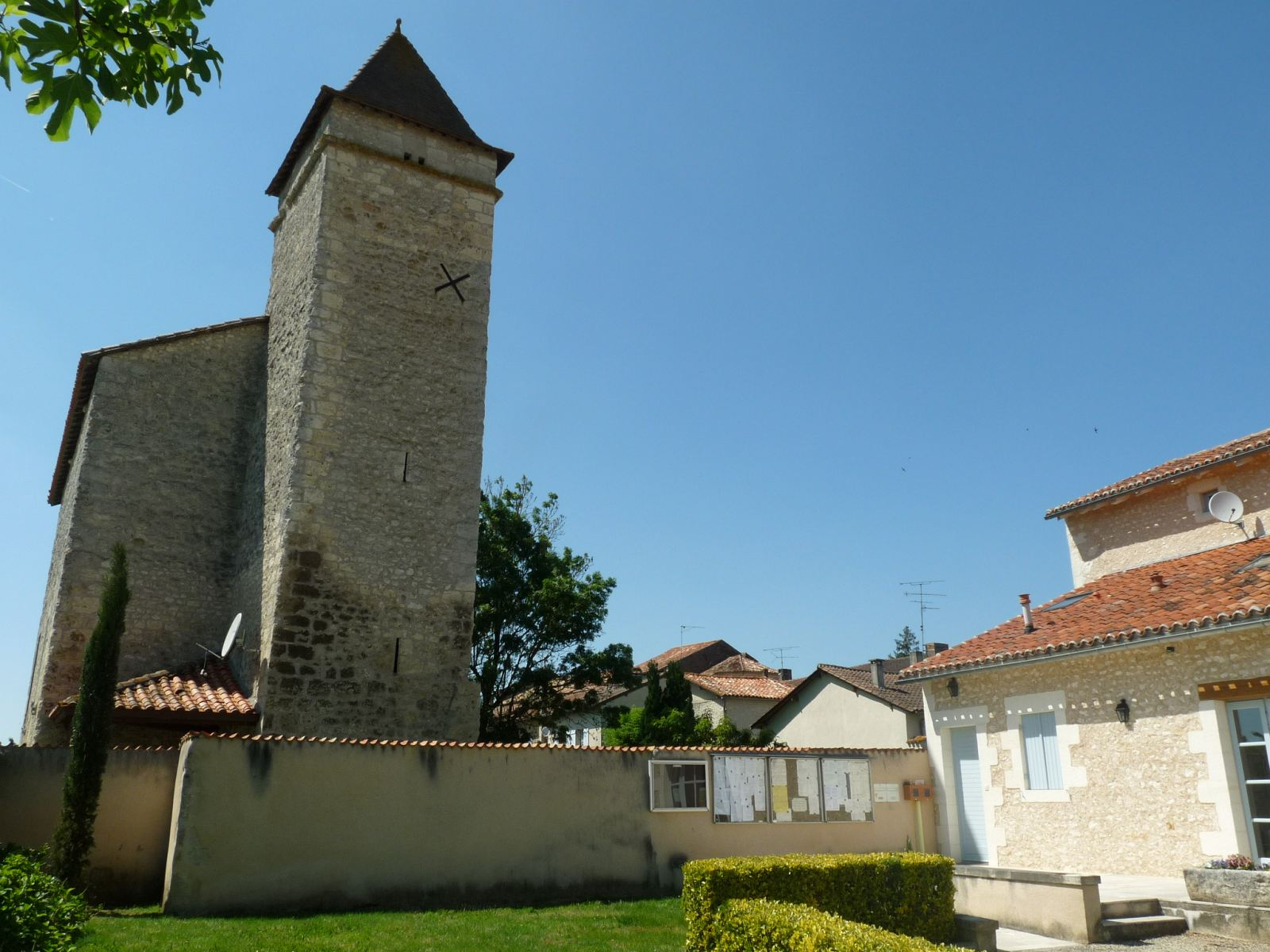
Maison forte dite du "Prieuré"
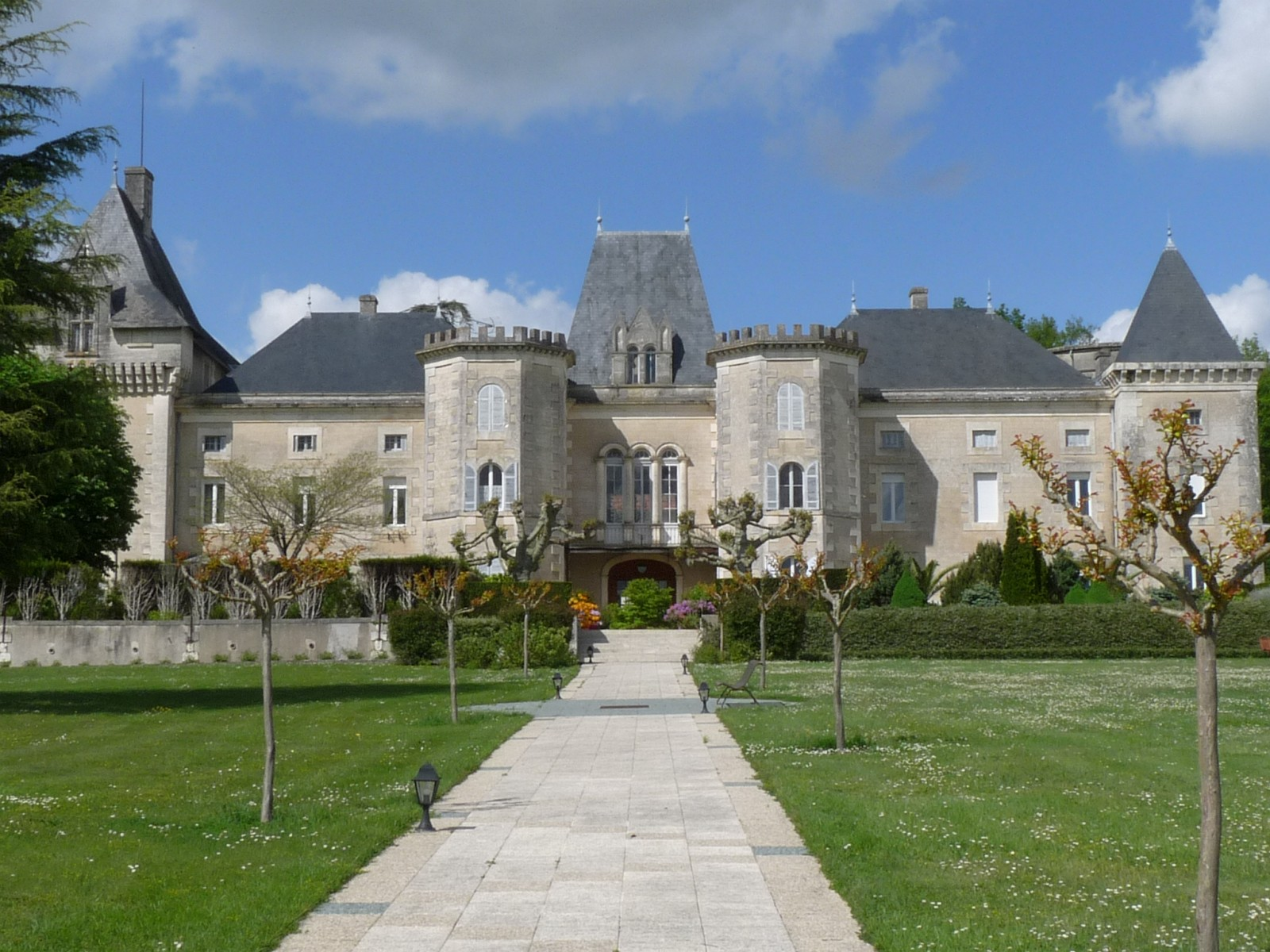
Le château de la Meynardie

#### Patrimoine religieux
- L'église paroissiale Saint-Privat, de style roman, date du XIIe siècle. C'est l'église d'un ancien prieuré bénédictin. Elle a été classée au titre des monuments historiques par la liste de 1862[18].

L'église Saint-Privat
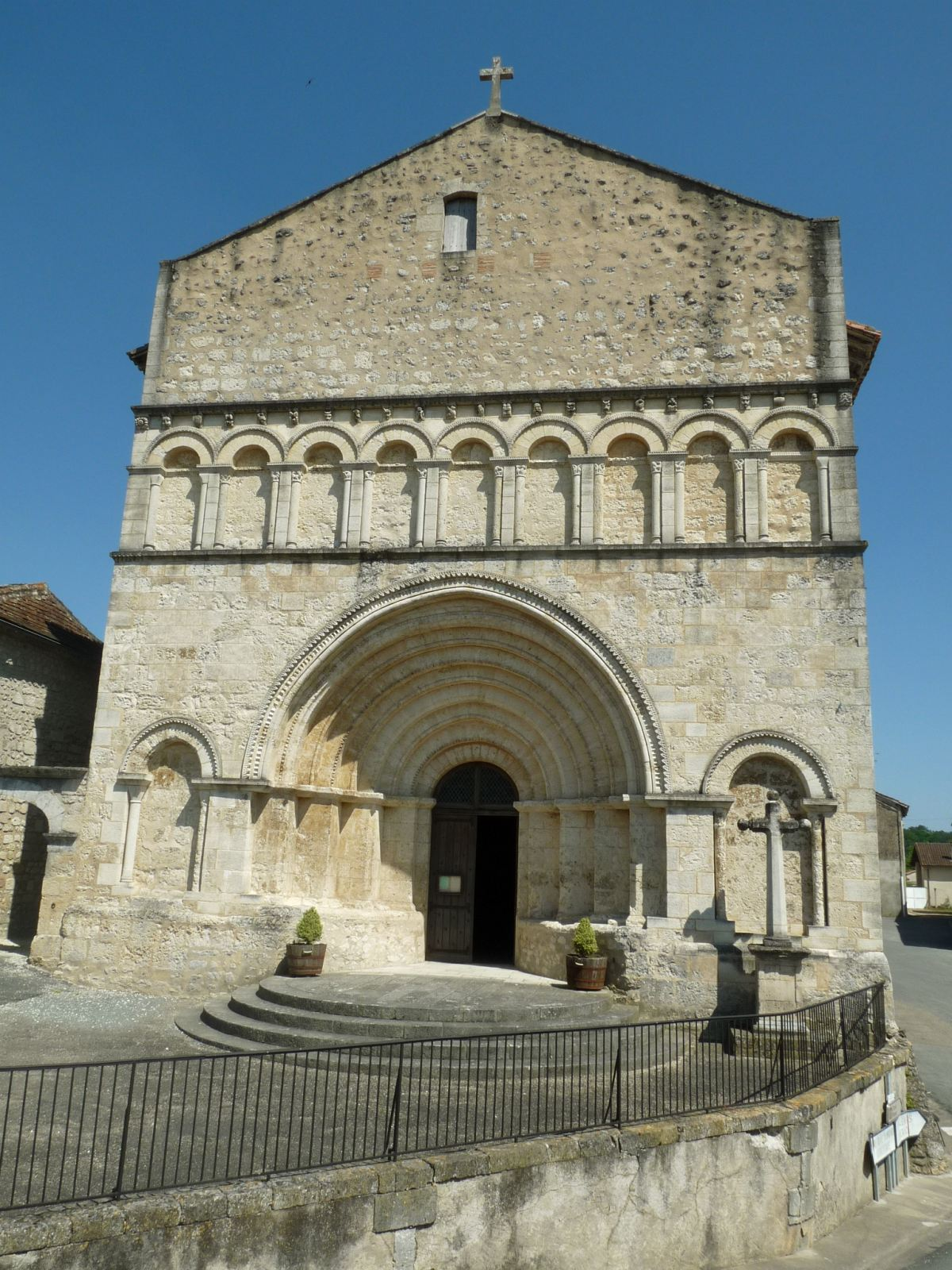
La façade.
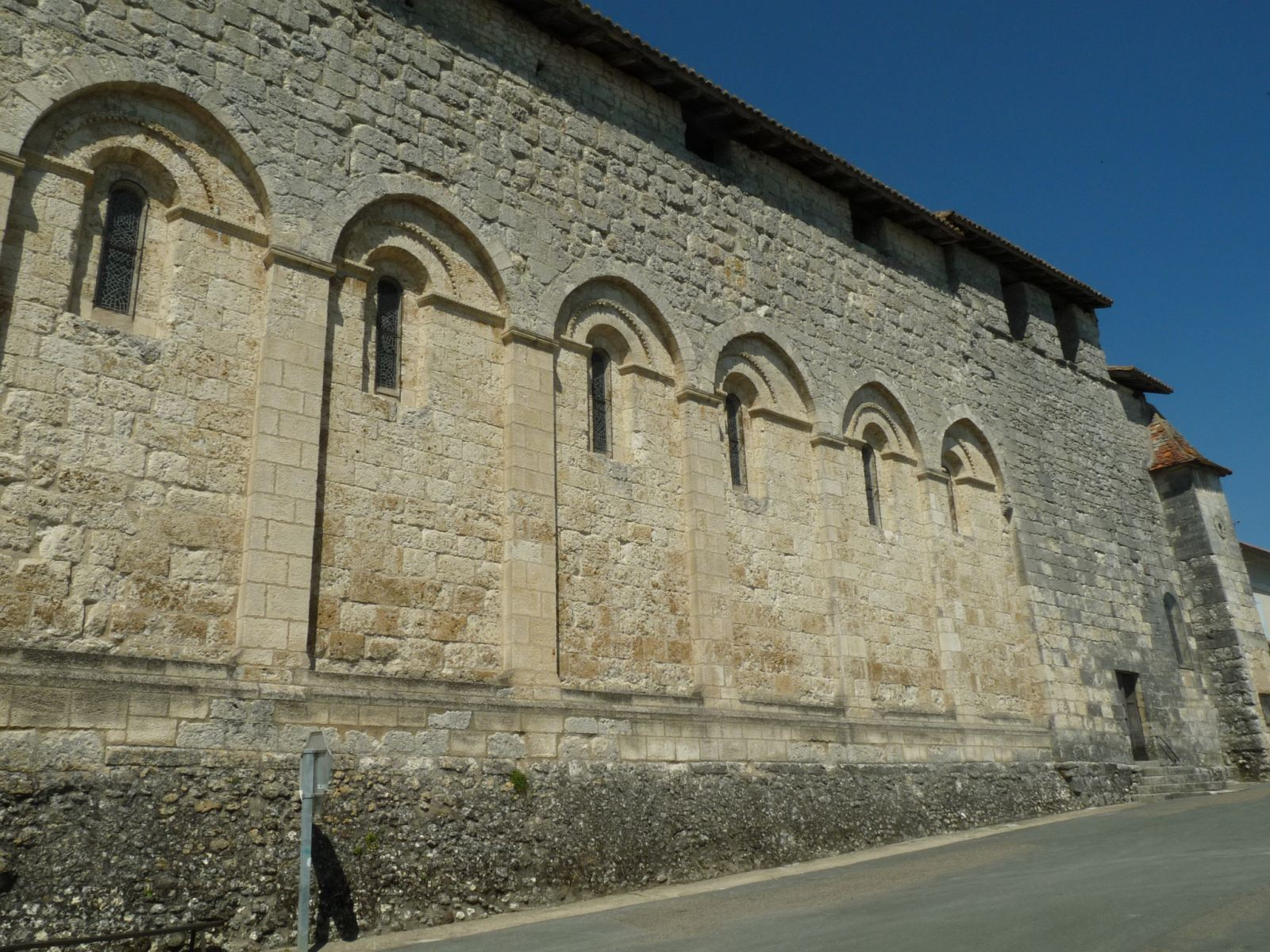
Vue latérale.
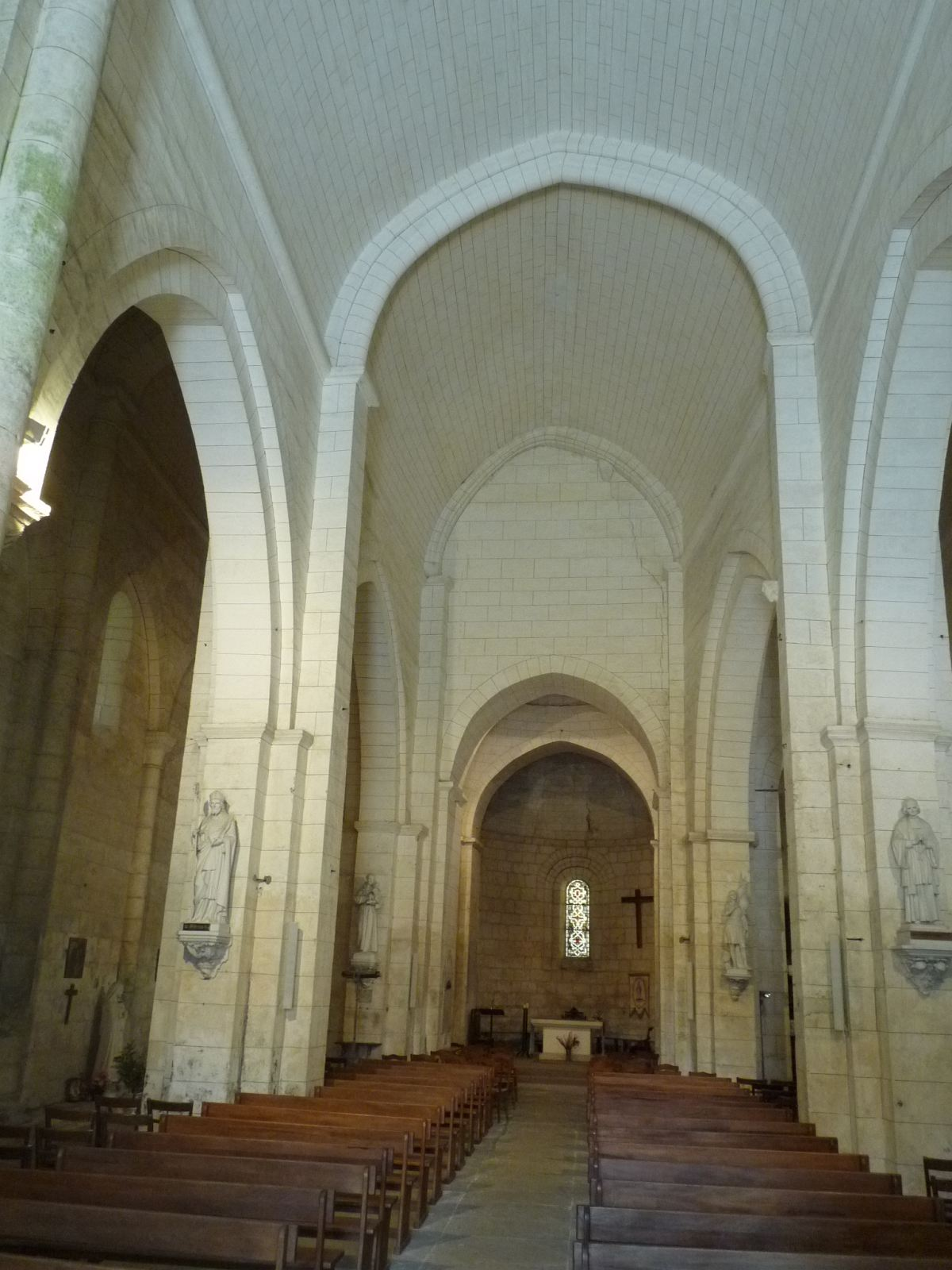
L'intérieur.
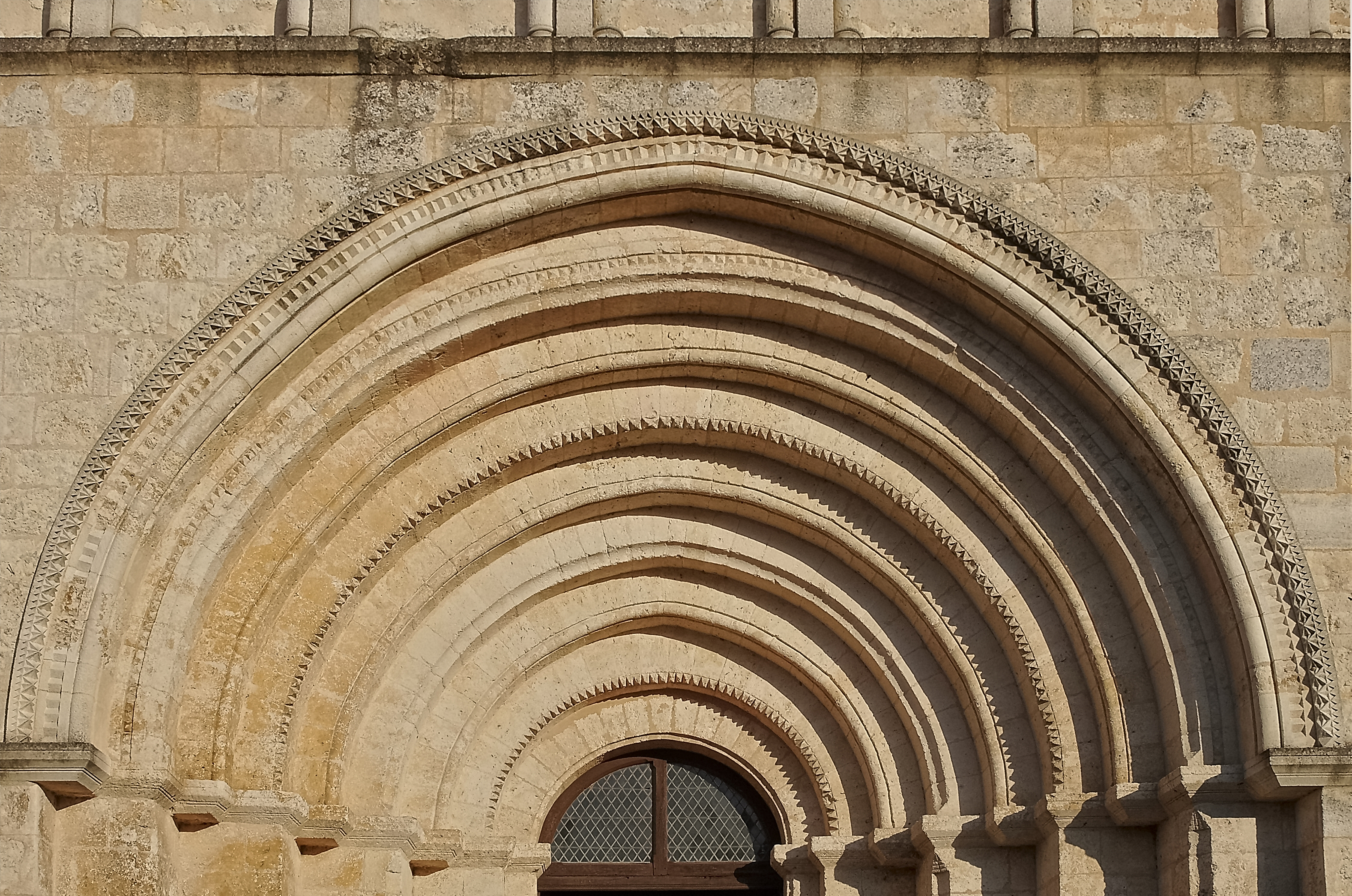
Le tympan.

### Personnalités liées à la commune
- Xavier Eluère (1897-1967), boxeur français, mort à Saint-Privat-des-Prés.

### Héraldique
| Blason de Saint-Privat-des-Prés | Blason  | D'azur au fer à cheval d'or.                     |
| Blason de Saint-Privat-des-Prés | Détails | Le statut officiel du blason reste à déterminer. |